# غوستاف أوتو
غوستاف أوتو (بالألمانية: Gustav Otto)‏ هو مهندس فضاء جوي ومهندس ألماني، ولد في 12 يناير 1883 في كولونيا في ألمانيا، وتوفي في 28 فبراير 1926 في ميونخ في ألمانيا.

## وصلات خارجية
- غوستاف أوتو على موقع إن إن دي بي (الإنجليزية)